# 帕拉州
帕拉（葡萄牙語：Pará，巴西葡萄牙语發音：[pa.'ɾa]）是巴西北部的一个州，首府貝倫。与帕拉州相邻的巴西州份有阿马帕州、马拉尼昂州、托坎廷斯州、马托格罗索州、亚马孙州和罗赖马州。
该州与圭亚那、苏里南接壤。

## 簡介
巴西地理統計局於2018年估計，該州人口8,513,497人，占巴西人口的4.08%，在巴西各州及聯邦區名列第9；面積1,245,759.305平方（480,990.357平方英里），占巴西國土的14.64%，在巴西各州及聯邦區排名第2位，僅次於亞馬遜州。
帕拉州位於亞馬遜河河口，該地在被殖民之前居住著許多原住民。根據托德西利亚斯条约，該州原先屬於西班牙帝國而非葡萄牙帝國。1500年2月，西班牙人比森特·亚涅斯·平松發現並抵達亞馬遜河河口；4月，其表兄迭戈·德·萊佩亦抵達此地。而第一批居住在該地區的歐洲人是荷蘭人和英格蘭人，其的目的是開採香料。1541年，西班牙人貢薩洛·皮薩羅及法蘭西斯科·德·奧雷亞納離開基多並跨越安地斯山脈，探索沿亞馬遜河道到達大西洋的路線。1559年，佩德羅·德·烏蘇亞為尋找黃金國從秘魯出發至亞馬遜地區，而後被暗殺。這次的旅程讓西班牙人意識到欲征服如此廣闊的區域是困難的，使其暫緩對於此地的殖民。17世紀時，該地與馬拉尼昂領地逐漸整合，使農牧業繁榮。1616年，葡萄牙人為了鞏固葡萄牙領土，於聖瑪利亞德貝倫德格羅帕拉（Santa Maria de Belém do Grão-Pará，今貝倫）地區建立了耶穌誕生堡，為亞馬遜地區第一個重要建築；同時，格羅帕拉領地成立。1661年，西班牙耶穌會傳教士在亞馬遜河上游設立第一個據點，包括聖塔倫，後於1710年才被葡萄牙人逐出。1822年，該地不承認巴西獨立，直至隔年才加入帝國成為其中一省。1850年至1910年期間，該州橡膠經濟發達，形成亚马逊橡胶热潮，工人進森林來砍伐橡膠樹，而大量的橡膠經由貝倫運出，使城市的規模、重要性和工商業迅速增長，此一時期被稱為美好年代，但隨後迅速衰落。如此情況直至1960年代南部的農業發展及1970年代的礦業（如塞拉佩拉達的黃金及卡拉加斯山的鐵）才得以克服。

## 備註
1. ↑  如阿馬納耶人（葡萄牙語：Amanaiés）、阿南貝人（葡萄牙語：Anambés）、托坎廷斯阿蘇里尼人（葡萄牙語：Assurinis do Tocantins）、欣古阿蘇里尼人（葡萄牙語：Assurinis do Xingu）、凱阿比人（葡萄牙語：Caiabis）、帕拉卡納人（葡萄牙語：Paracanãs）、蘇里人（葡萄牙語：Suruís-aiqueuaras）、佐埃人、阿帕賴人（葡萄牙語：Aparaí）、帕拉阿拉拉人（葡萄牙語：Araras do Pará）等